# Actio in distans
Actio in distans (lat.), česky působení na dálku znamená působení jedné věci na druhou bez přímého dotyku nebo zprostředkujícího média.
Starší fyzikální teorie (například Newtonova) se představou „působení na dálku“ snažily vystihnout například působení gravitace nebo elektromagnetických sil. Francouzský fyzik Charles-Augustin de Coulomb nahradil pojem „působení na dálku“ představou fyzikálního pole, které působení zprostředkuje. Moderní fyzika k tomu používá ještě jiná vysvětlení, protože například v Einsteinově teorii relativity se gravitace šíří konečnou rychlostí, rychlostí světla. Standardní model mluví o kvantovém provázání a bosonech, které síly zprostředkují. Zda se jedná o „působení na dálku“ nebo ne je předmětem odborných sporů.